# Godefroid de Aertrode
Godefroid de Aertrode fut à la tête de l'abbaye de Parc de 1316 et jusqu'à sa mort survenue le 17 mai 1332. Durant son abbatiat qui a duré seize années, le 16e abbé de l'histoire du monastère prémontré a du faire face à une époque de pauvreté.
Cette abbaye a été fondée en 1129 dans le duché de Brabant, près de Louvain. Elle est toujours en activité en 2021, à Heverlee précisément, dans le Brabant flamand de Belgique. 

## Chronologie

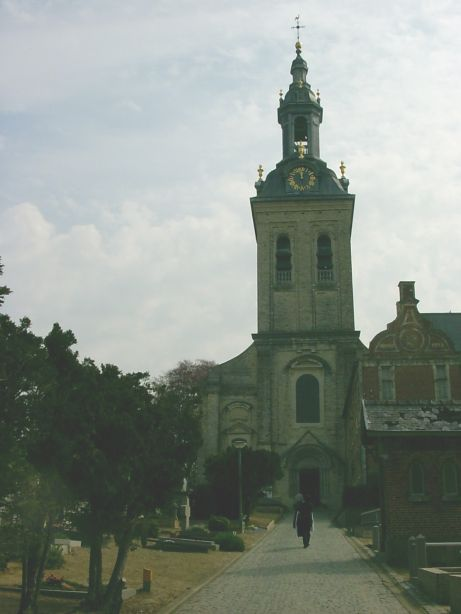
Entrée de l'abbatiale de Parc

Godefroid de Aertrode est né d'une illustre famille. Avant d'être nommé abbé à la suite de son prédécesseur, à la tête de l'abbaye de Parc, en 1316, il est le prévôt au prieuré norbertin de Keyserbosch, près de Neer, aux Pays-Bas. Il meurt le 17 mai 1332 et est inhumé au chœur de l'abbatiale, au pied du sanctuaire.

## Abbatiat
L'abbé Godefroid de Aertrode est le témoin de seize années d'abbatiat durant lesquelles l'abbaye de Parc rencontre une époque de pauvreté.

## Postérité

### Indication posthume
Dans son ouvrage cité plus bas, J.E. Jansen accompagne la chronologie de l'abbé Godefroid de Aertrode d'une indication en latin le concernant et qu'un outil informatique traduit par « Des notes liées aux marchés financiers néerlandais. ».

### Armes de l'abbé

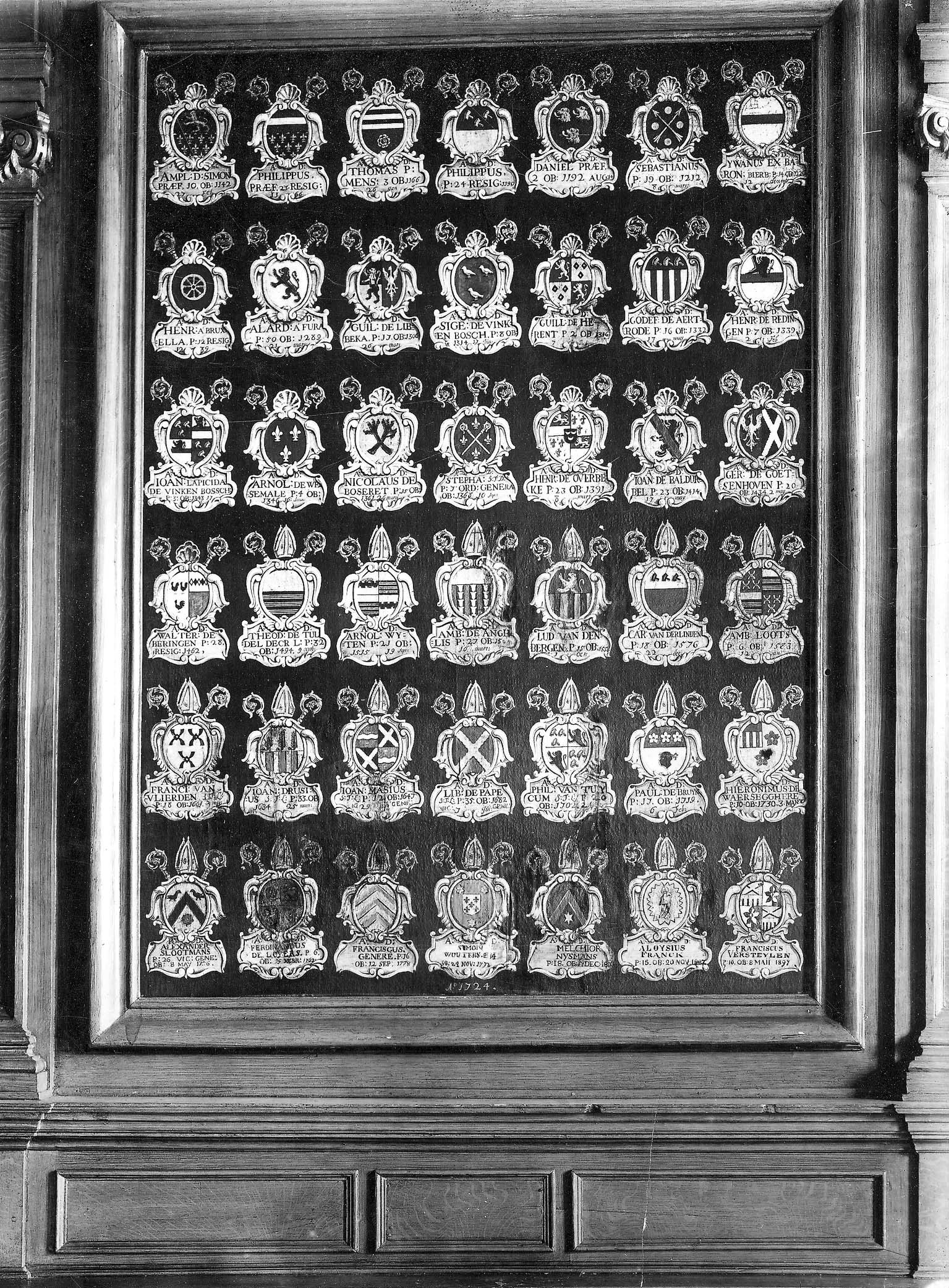
Armes des abbés de Parc (1724).

Le blasonnement des armes de l'abbé Godefroid de Aertrode est : « d'argent à 3 pals de gueules au chef d'azur, chargé de trois maillets d'or, rangés en fasce ». Il est conforme au tableau des armes des abbés de l'abbaye de Parc.
On peut comparer aussi ce blason avec ceux de ses homologues en consultant l'armorial des abbés de Parc.